# Parque nacional Gran Paradiso

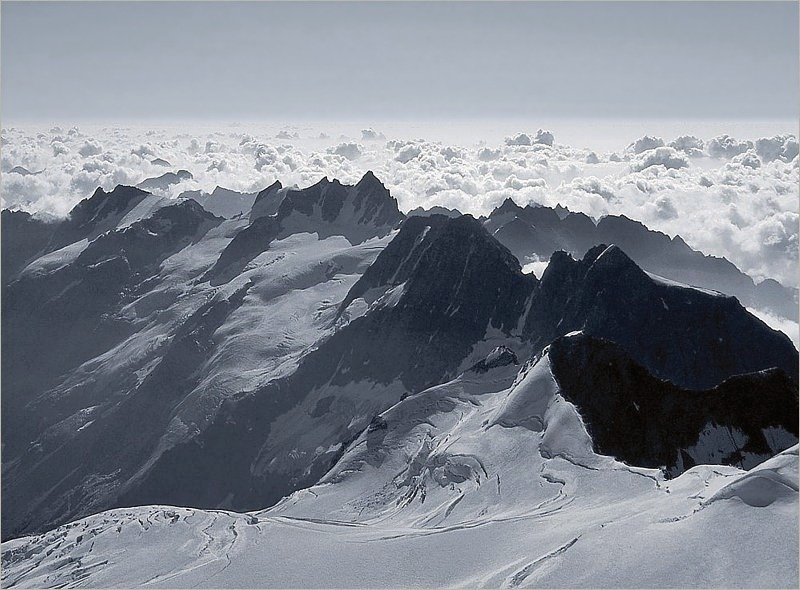
Panorama da montanha Gran Paradiso

O Parque nacional Gran Paradiso (em italiano:  Parco nazionale del Gran Paradiso), situado no Vale de Aosta ao noroeste da Itália, foi fundado em 1922, e é o parque nacional mais antigo do país. Ocupa uma área de aproximadamente 700 km² e limita com o Parque Nacional de Vanoise na França. 
Suas montanhas e seus três pitorescos vales arborizados, o Val di Cogne, o Valsavarenche e o Val de Rhêmes, foram propriedade particular de caça da família real italiana, a casa de Saboia, até que Vítor Emanuel III a entregou para o Estado em 1922. 
O parque recebeu seu nome da montanha Gran Paradiso, que atinge 4061 m (13324 pés) de altitude e é famosa por suas pradarias alpinas e extensas geleiras. Em suas florestas há lariços, abetos prata e vermelho, pinhos branco e siberiano, e outras árvores, bem como centenas de cabritos monteses e camurça, lebres, doninhas, raposas e arminhos.  
Há também numerosos ninhos de aves no parque, como de águias-reais, verdilhões-serranos, corujas e pica-paus.